# Шасле (Изер)
Шаселе (фр. Chasselay) насеље је и општина у источној Француској у региону Рона-Алпи, у департману Изер која припада префектури Гренобл.
По подацима из 2011. године у општини је живело 429 становника, а густина насељености је износила 45,4 становника/km². Општина се простире на површини од 9,45 km². Налази се на средњој надморској висини од 500 метара (максималној 729 m, а минималној 418 m).

## Демографија
| 1962. | 1968. | 1975. | 1982. | 1990. | 1999. | 2011. |
| ----- | ----- | ----- | ----- | ----- | ----- | ----- |
| 252   | 287   | 258   | 262   | 304   | 341   | 429   |

График промене броја становника у току последњих година